# Calotropis acia
Calotropis acia là một loài thực vật có hoa trong họ La bố ma. Loài này được Buch.-Ham. mô tả khoa học đầu tiên năm 1825.